# أدريان جونستون
أدريان جونستون (بالإنجليزية: Adrian Johnston)‏ هو طبال وملحن بريطاني، ولد في 1961 في كمبريا في المملكة المتحدة.

## وصلات خارجية
- أدريان جونستون على موقع IMDb (الإنجليزية)
- أدريان جونستون على موقع ميوزك برينز (الإنجليزية)
- أدريان جونستون على موقع بوكس أوفيس موجو (الإنجليزية)
- أدريان جونستون على موقع قاعدة بيانات برودواي على الإنترنت (الإنجليزية)
- أدريان جونستون على موقع ديسكوغز (الإنجليزية)
- أدريان جونستون على موقع قاعدة بيانات الفيلم (الإنجليزية)